# Oxygen: Inhale
| Оценки критиков     | Оценки критиков |
| Источник            | Оценка          |
| ------------------- | --------------- |
| Bracket and Bracket | (75/100)        |

Oxygen: Inhale — восьмой студийный альбом канадской альтернативной рок-группы Thousand Foot Krutch. Дата выхода физической версии альбома 26 августа 2014 года, цифровой — 25-го августа.

## Предыстория и релиз
24 марта 2014 года группа анонсировала, что они приступят к записи нового альбома 21-го апреля. В интервью Rock on the Range, МакНивен подтвердил и дату выхода альбома (26 августа в Америке), и его название. В мае группа запустила PledgeMusic-кампанию по сбору средств на запись альбома. Первый сингл с альбома, «Born This Way», вышел 22 июля.
Второй сингл, «Untraveled Road», вышел 6 августа на хостинге YouTube. С 19 августа альбом доступен для предпослушки в американском iTunes First Play как часть iTunes-радио.

## Список композиций
Слова и музыка всех песен — Steve Augustine, Joel Bruyere, Trevor McNevan, кроме отмеченных отдельно.
| №   | Название          | Длительность |
| --- | ----------------- | ------------ |
| 1.  | «Like a Machine»  | 3:43         |
| 2.  | «Untraveled Road» | 3:55         |
| 3.  | «Born This Way»   | 3:25         |
| 4.  | «Set Me on Fire»  | 3:48         |
| 5.  | «Give It to Me»   | 3:39         |
| 6.  | «I See Red»       | 4:10         |
| 7.  | «Light Up»        | 2:57         |
| 8.  | «In My room»      | 4:39         |
| 9.  | «Oxygen»          | 3:51         |
| 10. | «Glow»            | 3:20         |

## Участники записи
- Aaron Sprinkle — продюсер, клавишные, дополнительная гитара
- Trevor McNevan — продюсер, вокал, лид-гитара, акустическая гитара
- Joel Bruyere — бас-гитара
- Steve Augustine — ударные, перкуссия